# Vyhnánov (Doudleby nad Orlicí)
Vyhnánov (německy Austrieb) je část obce Doudleby nad Orlicí v okrese Rychnov nad Kněžnou. Nachází se na jihu Doudleb nad Orlicí. V roce 2009 zde bylo evidováno 90 adres. V roce 2001 zde trvale žilo 208 obyvatel.
Vyhnánov je také název katastrálního území o rozloze 3,72 km2. V katastrálním území Vyhnánov leží i Doudleby nad Orlicí.

## Další fotografie

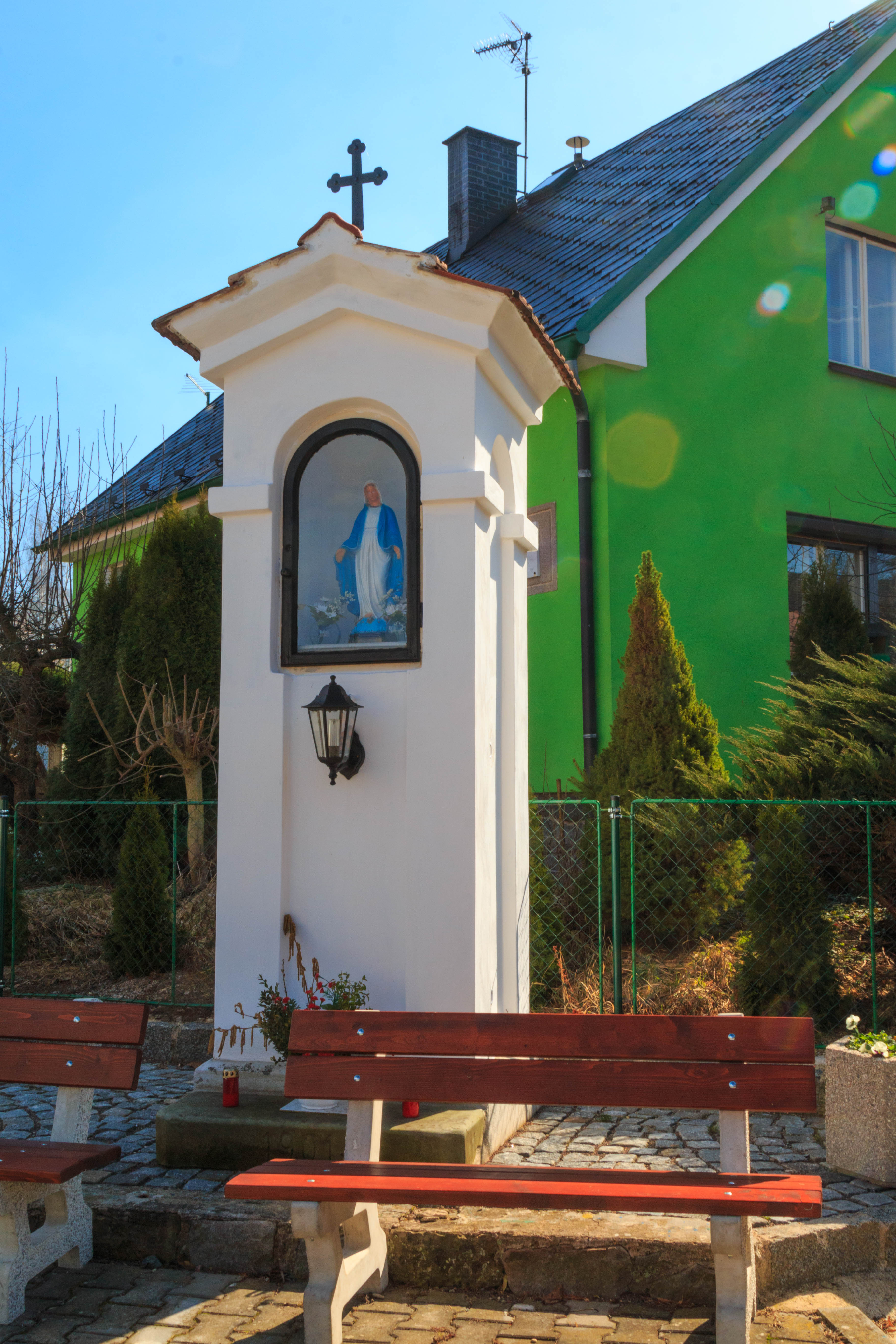
Vyhnánov u Doudleb nad Orlicí – výklenková kaple
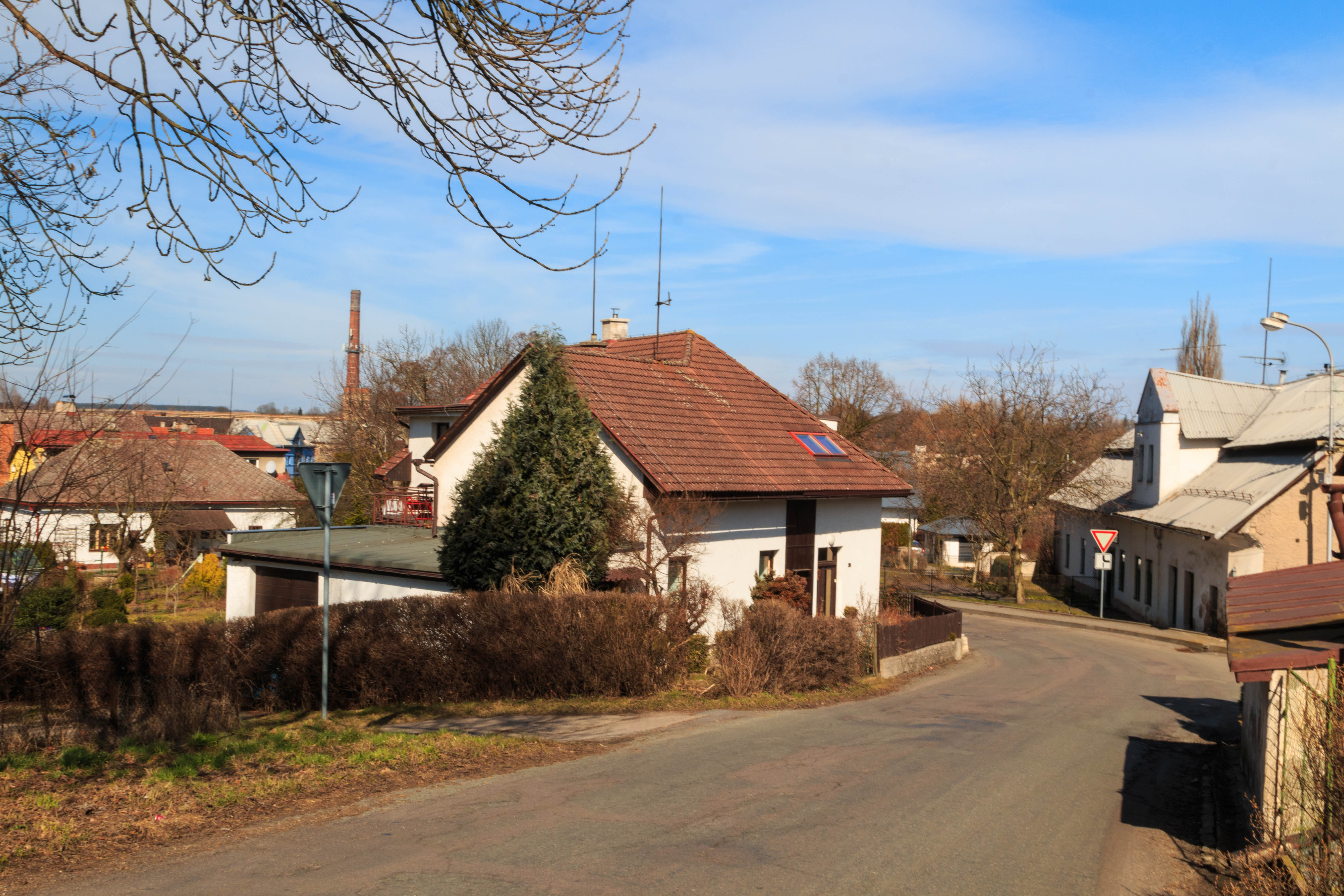
Vyhnánov u Doudleb nad Orlicí – č. 23
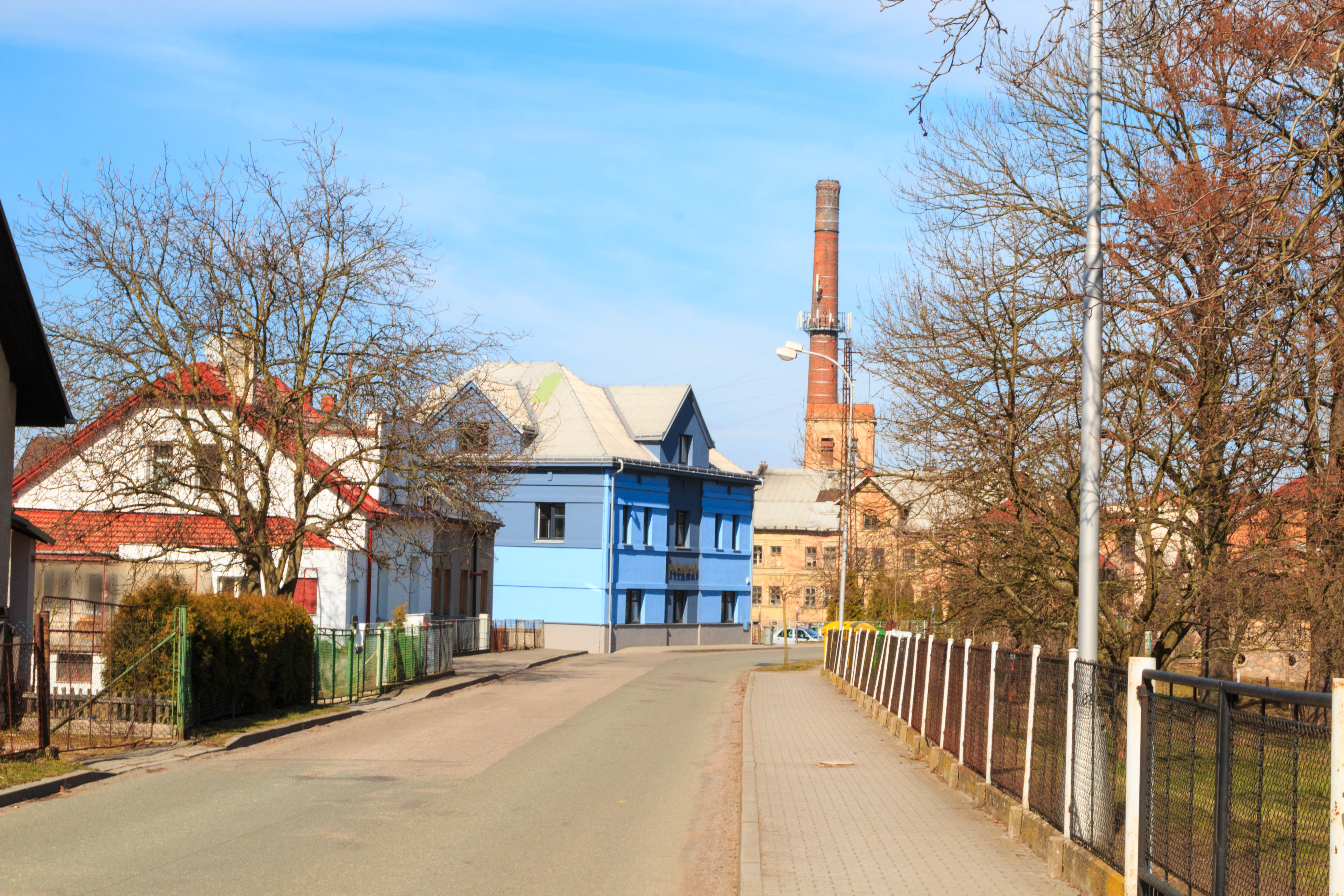
Vyhnánov u Doudleb nad Orlicí – čp. 91
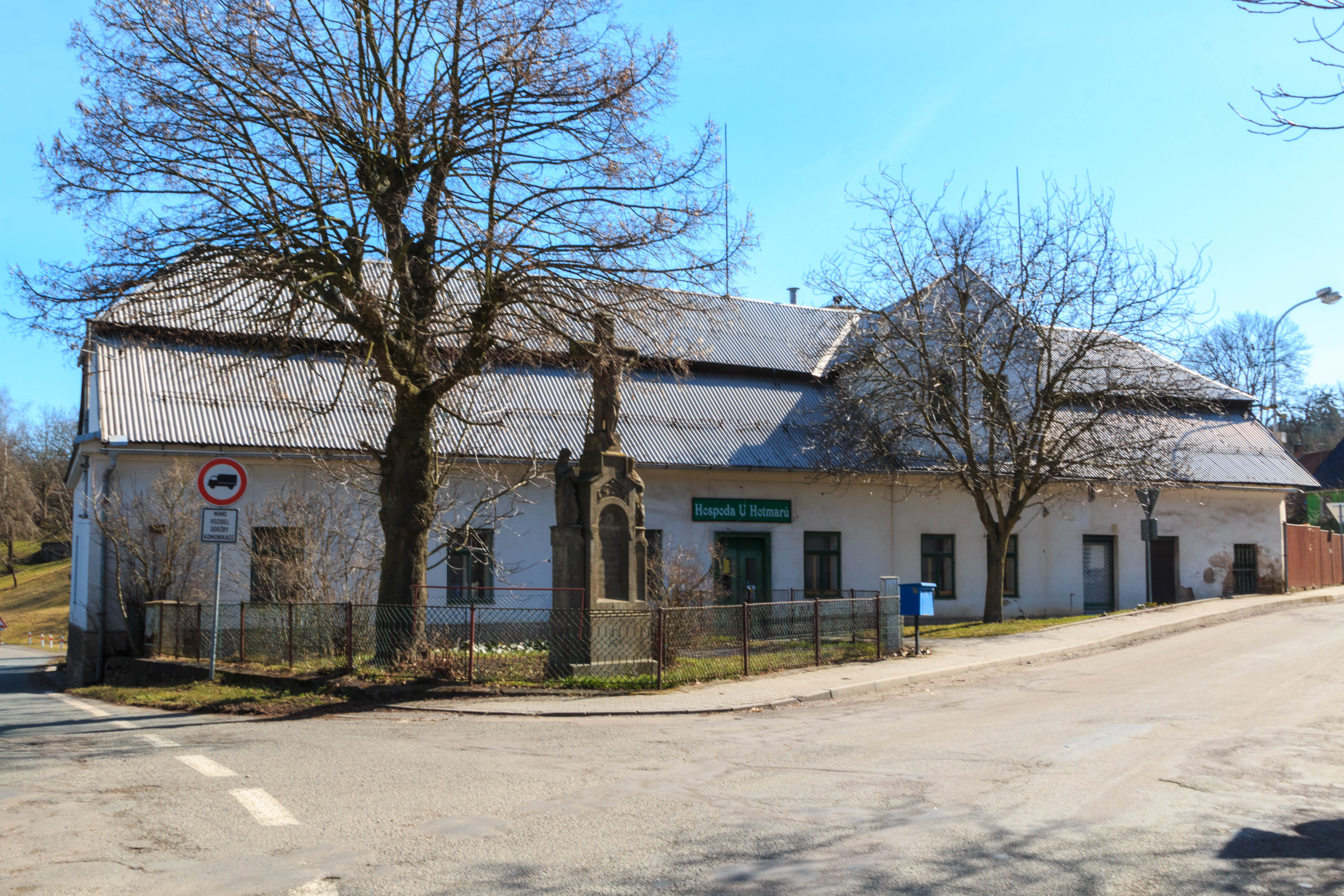
Vyhnánov u Doudleb nad Orlicí – čp. 34